# Göteborg
Göteborg (på dansk også Gøteborg) er en storby i det vestlige Sverige. Byen ligger ved den svenske vestkyst på begge sider af Göta älvs sydlige udløb i Kattegat og er med 674.529 (2023) indbyggere Sveriges næststørste og Skandinaviens fjerdestørste by.
Göteborg ligger i Västra Götalands län på grænsen mellem landskaberne Västergötland og Bohuslän. Göteborg er residensstad for Västra Götalands län og stiftsby i Göteborgs stift. Hovedparten af Göteborgs kommune indgår i Göteborgs tätort, der også omfatter dele af Mölndals kommune og Partille kommune. De dele af byen, der ligger nord for elven, finder man på Hisingen, der er Sveriges femtestørste ø med ca. 166.000 indbyggere.
I byens midte ligger den ældste del af Göteborg med Gustaf Adolfs torg og Stora Hamnkanalen, der er den eneste tilbageværende rest af det oprindelige kanalsystem i Göteborg. Her finder man også en række af byens historiske bygninger, bl.a. det gamle arsenal Kronhuset fra 1600-tallet, Kristinae kyrka ligeledes fra 1600-tallet og Ostindiska kompaniets hus fra 1700-tallet.
Hovedgaden er Kungsportsavenyen, der i daglig tale bare kaldes Avenyn, og den forbinder Kungsportsbron med Götaplatsen hvor man finder Göteborgs museum, Göteborgs stadsteater, Konsthallen og Göteborgs konserthus.
Göteborg er en moderne industri-, handels- og eventby med et godt erhvervsklima og gode uddannelsesmuligheder. Byens internationalt orienterede udsyn har skabt et levende kulturklima, hvor tradition blandes med fornyelse.

## Historie
Der har boet mennesker i området ved Göta älvs udløb i tusinder af år. I bydelen Sandarna har man fundet levn af en egentlig fast bosættelse fra stenalderen. Kystlandskabet gav gode muligheder for jagt og fiskeri. I og omkring Göteborg er der gjort en del fund, og der er bevaret helleristninger fra dette tidlige samfund:
- Backa – en skibsristning med dyrehoved
- Billdal – en næsten 1,5 m lang skibsristning
- Hällristningsvägen – seks skibsristninger, et menneske, flere dyr, fodaftryk og hjulkors
- Hovåsbadet – dyrescene og et menneske, der padler i en båd
- Högstena – fem flader med bl.a. skibsristninger
- Påvelund – skibsristning med hestehoved
- Vikan – ti skibsristninger, dyr og hjulkors

Der findes også et hellemaleri ved Tumlehed på Hisingen.

### Lödöse
På grund af vedvarende plyndringer fra søfarende tvinges dette samfund i 1100-tallet til at flytte ca. 40 km op ad Göta älv, hvor de grundlægger Lödöse, der i dag anses som forløberen for Göteborg. Den ældste dokumentation for navnet Lödöse, vi har kendskab til, kommer fra historieværket Gesta danorum, Saxos Danmarkshistorie, fra slutningen af 1100-tallet, hvor byen omtales. Der er senere referencer til Lödöse i de islandske sagaer.
Lödöse voksede hurtigt i betydning som Sveriges port mod vest, og i løbet af 1100-tallet har byen tre kirker, en kongsgård og et kongeligt møntværk. De konstante stridigheder med danskerne medførte dog, at man kun havde uhindret adgang til havet fra midt i 1200-tallet til begyndelsen af 1400-tallet. I disse knap 200 år oplever Lödöse sin storhedstid.
Der var en omfattende handel med de andre skandinaviske lande samt med Tyskland, Skotland, England og Nederlandene. Tyskland blev den dominerende handelspartner, og Hanseforbundet havde repræsentation i byens magistrat. Fra udlandet importeredes det, man ikke selv kunne fremstille, og eksporten bestod af bl.a. animalske produkter samt tømmer og jern.
I 1200-tallet bygges borgen Lödösehus til forsvar af byen. Borgen bliver i 1300-tallet et af Sveriges mægtigste fæstningsanlæg og var omkranset af både dobbelte og tredobbelte voldanlæg. Borgen havde status som riksborg og tjente som opholdssted for den svenske kongefamilie.
Som forsvarsbastion mister borgen dog med tiden sin betydning. Der anlægges tre nye fæstningsanlæg i området. Gullbergs fäste bygges tæt ved Säveån i 1303, og Lindholmens borg på Hisingen følger efter i 1333. I begyndelsen af 1300-tallet anlægges også fæstningen Elfsborg (svensk Älvsborg) på Klippan. Men svenskerne var stadig plaget af den danske og den norske told.
I 1400-tallet er Lödöse blandt Sveriges seks vigtigste byer. Det svenske rigsråd beslutter, at der skal anlægges en ny by tættere ved Göta älvs udløb, og flertallet af Lödöses indbyggere flytter til den nye by Nya Lödöse, der grundlægges 1473 i det, der i dag er bydelen Gamlestaden.
Lödöse findes stadig, men nu under navnet Gamla Lödöse.

### Älvsborg Stad
I middelalderen var området omkring Göta älvs udløb delt mellem Sverige, Norge og Danmark. Stedet havde stor økonomisk og militærstrategisk betydning for alle tre lande og sikrede Sverige adgang til Kattegat og Nordsøen. For at styrke sin position byggede svenskerne i 1300-tallets første halvdel tre nye fæstningsanlæg i regionen.
Et af disse anlæg var fæstningen Elfsborg eller Älvsborg ved Klippan, der ligger i den nuværende bydel Kungsladugård i Göteborg. Fæstningen får en begivenhedsrig historie og oplever de næste 300 år bl.a. at være pantsat af den danske dronning Margrete 1. – den falder i hænderne på svenske oprørere, bliver belejret af norske tropper, og må se sig besat, nedbrændt og genopbygget af danskerne i flere omgange.
Omkring fæstningen opstår et mindre bysamfund baseret på fiskeri, handel og håndværk. I midten af 1500-tallet beslutter kongen, Gustav Vasa, at byen Nya Lödöse skal flyttes til fæstningen Älvsborg, og byen Älvsborg Stad grundlægges sydvest for fæstningen. Älvsborg Stad får dog et brat endeligt.
I 1563 nærmer danske tropper sig byen, og svenskerne beslutter selv at brænde byen ned, så den ikke falder i fjendens hænder. De danske soldater belejrede fæstningen, som kapitulerede kort efter. Indbyggerne vendte tilbage til Nya Lödöse. Fæstningen forstærkes herefter og udbygges i flere omgange, men mister sin strategiske betydning i 1600-tallet.
Svenskerne har i mellemtiden anlagt større og mere moderne fæstningsanlæg ved Stora Billingen og Nya Elfsborg på Kyrkogårdsholmen. Den svenske konge Karl XI beslutter derfor i 1660, at den gamle fæstning skal raseres ved sprængning. Dog skal interiøret overflyttes til den nye fæstning ved Kyrkogårdsholmen. 1673 var raseringen afsluttet. Af slottet findes i dag kun ruiner tilbage.
Der er ikke bevaret noget fra Älvsborg Stad i dag.

### Göteborg grundlægges
Den første egentlige bebyggelse i det nuværende Göteborg tager sin begyndelse i 1604 på ordre fra Kong Karl IX, og nederlandske håndværkere med viden om kanalbyggeri kan begynde at opføre en by ved Färjenäs – det nuværende Färjestaden på Hisingen. Man ønsker at have en befæstet by nær elvens udmunding, der kan beskytte handelen. Byen brændes ned af danske tropper allerede i 1611, og bliver ikke genopbygget.
I 1619 grundlægges Göteborg af den svenske konge Gustav II Adolf. Man ønsker at anlægge en by efter nederlandsk mønster omkring et system af kanaler, der dels kan virke som dræn for området, og dels vil lade byen kunne fungere som havn. De større skibe kunne ankre op ude i elven, og godset blev fragtet frem og tilbage mellem skibene og pakhusene langs kanalerne i mindre både.
De mange nederlandske håndværkere fik sammen med den skotske, engelske og tyske arbejdskraft stor indflydelse på byens hurtige udvikling og vækst med deres knowhow og håndværksmæssige kundskaber. Byen bærer stadig præg af deres indflydelse i arkitekturen, og visse kvarterer i Göteborg adskiller sig i dag væsentligt fra den traditionelle nordiske byggestil, man ser fra samme periode.
Göteborgs første byråd på svensk:"Stadsstyrelse" bestod af 10 hollændere, 7 svenskere og en skotte. I 1621 fik byen stadsprivilegier.
Som erstatning for fæstningen Älvsborg begynder man i 1650 at bygge Nya Elfsborg på Kyrkogårdsholmen ved indsejlingen til Göteborg som et led i befæstningen af byen. I denne periode blomstrer handlen, og havnens betydning som dynamo for regionen stiger, efterhånden som en stadig større mængde af jern- og trævarer skibes ud fra Göteborg.
I 1700-tallet var Göteborg centrum for den svenske handel med Kina og fjernøsten gennem Ostindiska kompaniet, der blev grundlagt i 1731 som Sveriges første internationale handelsvirksomhed. Der skabtes i løbet af 1700-tallet store rigdomme i byen, der samtidigt oplever et byggeboom, hvor det ene store palæ og pakhus bygges efter det andet. Napoleonskrigene gavnede den svenske eksport til især England. Med pengene kom også bankerne til Göteborg, og i løbet af 1800-tallet blev byen et økonomisk kraftcentrum.

### Storbyen Göteborg
Der etableres uddannelsesinstitutioner, og bl.a. Chalmers tekniska högskola og Göteborgs universitet er fra denne periode. Under den store emigrationsbølge i anden halvdel af 1800-tallet og begyndelsen af 1900-tallet var Göteborg den store udrejsehavn mod vest. Fra Göteborg sejlede man til England, hvorfra rejsen til Amerika kunne fortsætte.
I løbet af 1800-tallets sidste halvdel bliver Göteborg en moderne industri- og storby. I havnen opsugede de nye værftsindustrier stadig mere arbejdskraft. Götaverken, Lindholmen og Eriksberg blev sammen med andre virksomheder nye vartegn og økonomiske lokomotiver for regionen. Kommende internationale virksomheder som SKF og Volvo etablerede sig.
Den stadig voksende handel gjorde havnen i Göteborg til Skandinaviens største eksporthavn. Efter 2. verdenskrig stod Sverige med et intakt produktionsapparat, fyldte ordrebøger og mangel på kvalificeret arbejdskraft. Göteborg oplevede igen en stor tilgang af arbejdskraft fra Nederlandene, og byen oplevede økonomisk fremgang. Den internationale værftskrise i 1970'erne og 1980'erne ramte dog Göteborg hårdt med virksomhedslukninger og arbejdsløshed.
Göteborg har efterfølgende formået at omstille sig og tilpasse sig de forandringer, der er sket i samfundet op gennem 1970’erne og 1980’erne. Man har kunnet fastholde eksisterende virksomheder og tiltrukket nye. Göteborg er i dag en moderne multikulturel metropol med store indkøbscentre, eksklusive strøg, et levende kulturliv og en traditionsrig cafékultur.
Med sine uddannelsesmuligheder tiltrækker Göteborg især mange unge, hvilket sætter sit præg på byens musikliv. Der er mange spillesteder med faste husorkestre, og på Ullevi stadion og i Scandinavium har de største artister optrådt. Byen har formået at komme ud af krisen og har satset på kultur, uddannelse og handel. Byen har med held brandet sig selv som førende kultur- og eventby.
På de gamle industrigrunde ved havnen bygges der boliger og kontorer, og tilvæksten af kundskabstunge og højteknologiske virksomheder er stigende. I 1994 blev havnens mest prominente byggeri, Göteborgsoperan, indviet.

### Befolkningstilvæksten 1670-2021
Göteborg har haft en næsten eksplosiv udvikling i befolkningstilvæksten. I år 1670 boede der ca. 4.000 mennesker i Göteborg. Nu, lidt mere end 350 år senere, har byen et indbyggerantal på omkring 600.000. Med en befolkningstilvækst på ca. 120.000 mennesker fra år 2022 frem til år 2040, forventes det ifølge befolkningsprognoserne at Göteborg i år 2040 får et indbyggerantal på over 700.000. Hele Storgöteborg tæller i alt 1.080.980 indbyggere (pr. 2023).
- 1670: 4.000 indbyggere
- 1700: 10.000 indbyggere
- 1800: 13.000 indbyggere
- 1900: 130.000 indbyggere
- 2002: 474.900 indbyggere
- 2005: 484.942 indbyggere
- 2007: 493.498 indbyggere
- 2008: 500.085 indbyggere
- 2011: 515.129 indbyggere
- 2023: 604.616 indbyggere[5]

## Skærgården ved Göteborg
Göteborg skærgård indeles i den nordlige og den sydlige skærgård. Den sydlige skærgård indgår i Göteborg Kommune og ligger i landskapet Västergötland, mens den nordlige skærgård indgår i Öckerö Kommune og ligger i landskapet Bohuslän ved spidsen af Hisingen.
Yderst i Göteborg skærgård ligger øen Vinga, hvor den svenske troubadour Evert Taube kommer fra. Den er lidt speciel, idet den hverken tilhører den nordlige eller den sydlige skærgård. Den er helt sin egen. Øen Hönö er særlig kendt for sin Hönö-kaka, der ikke er en kage men et fladt, blødt brød, som fiskerne tog med sig på havet, da det har lang holdbarhed.
Brännö er kendt for sine mange musikalske arrangementer med sangfestivaler og "De' ä' dans på Brännö brygga" – som det synges i en kendt svensk vise af Lasse Dahlquist.
Der er færgeforbindelse til de fleste af de større øer. Den sydlige skærgård når man fra Saltholmen og den nordlige med bilfærge fra Lilla Vargholmen. Flere af øerne er desuden indbyrdes forbundet med broer.
Blandt de større øer i skærgården ved Göteborg kan nævnes:
| Göteborgs sydlige skærgård / SDN Södra Skärgården: - Asperö - Brännö - Donsö - Galterö - Knarrholmen - Kårholmen - Källö - Känsö - Köpstadsö - Rivö - Sillfarsholmen (Aeolusön) - Sjumansholmen - Stora Förö - Lilla Förö - Stora Mosskullen - Styrsö - Tistlarna - Valö - Vargö - Vinga - Vrångö | Göteborgs nordlige skærgård / Öckerö kommun - Björkö - Fotö - Grötö - Hyppeln - Hälsö - Hönö - Kalvsund - Källö-Knippla - Rörö - Öckerö |
| | |

## Administration og forvaltning
Göteborg kommune ledes af en kommunstyrelse på 13 kommunalråd, der udnævnes af kommunalfullmäktige, og fungerer som kommunens politiske forvaltningsorgan med ansvar for at lede, koordinere og styre driften af Göteborg.

### Kommunstyrelsen
Kommunstyrelsen, ledelsesgruppen, udpeges af den demokratisk valgte kommunfullmäktige, og fik efter valget i 2006 følgende sammensætning:
- Göran Johansson (s) – formand
- Jan Hallberg (m) – viceformand
- Anneli Hulthén (s)
- Agneta Granberg (m)
- Endrick Schubert (s)
- Helene Odenjung (fp)
- Ewelina D. M. Tokarczyk (s)
- Kia Andreasson (mp)
- Susanna Haby (m)
- Marie T. Lindén (v)
- Jonas Ransgård (m)
- Helena U. Nyhus (s)
- Carina E. M. Liljesand (kd)

Der udpeges også fem stedfortrædere.

### Kommunfullmäktige
Kommunfullmäktige, byrådet, har 81 delegerede, kommunalråd, der vælges for fire år ad gangen. Ved det seneste valg til kommunfullmäktige i 2010 fik man følgende mandatfordeling:
- Socialdemokraterna (s): 25 (31)
- Moderata Samlingspartiet (m): 23 (20)
- Miljöpartiet de Gröna (mp): 9 (7)
- Folkpartiet liberalerna (fp): 7 (9)
- Vänsterpartiet (v): 7 (7)
- Vägvalet (vv): 5 (0)
- Sverigedemokraterna (sd): 3 (1)
- Kristdemokraterna (kd): 2 (5)

Tallene i parentes angiver mandatfordelingen fra valget i 2006.

### Stadsdelsnämndsområderna
Administrativt er byen inddelt i 21 områdeforvaltninger, stadsdelsnämnder, med ansvar for bl.a. børnepasning, skole, hjemmepleje og ældreomsorg i hver sin bydel, stadsdelsnämndsområde. Disse administrative enheder er sammensat af i alt 94 sammenhængende boligkvarterer, primärområden, med et gennemsnitligt indbyggertal på ca. 5000.
I Göteborg findes følgende stadsdelsnämndsområden og primärområden:
- Askim: Askim, Hovås og Billdal
- Backa: Backa, Skogome, Brunnsbo og Skälltorp
- Bergsjön: Västra Bergsjön og Östra Bergsjön
- Biskopsgården: Norra Biskopsgården, Södra Biskopsgården, Jättesten, Svartedalen og Länsmansgården
- Centrum: Guldheden, Heden, Johanneberg, Krokslätt, Landala, Stampen, Vasastaden, Lorensberg og Inom Vallgraven.
- Frölunda: Järnbrott, Tofta, Ruddalen og Frölunda Torg
- Gunnared: Lövgärdet, Rannebergen, Gårdstensbergen og Angereds Centrum
- Härlanda: Härlanda, Kålltorp, Torpa og Björkekärr
- Högsbo: Kaverös, Flatås, Högsbohöjd, Högsbotorp og Högsbo
- Kortedala: Gamlestaden, Utby, Södra Kortedala og Norra Kortedala
- Kärra-Rödbo: Kärra og Rödbo
- Linnéstaden: Masthugget, Änggården, Haga, Annedal og Olivedal
- Lundby: Sannegården, Brämaregården, Kvillebäcken, Slättadamm og Kärrdalen
- Lärjedalen: Hammarkullen, Hjällbo, Eriksbo, Agnesberg, Linnarhult, Gunnilse og Bergum
- Majorna: Kungsladugård, Sanna, Majorna og Stigberget
- Styrsö: Styrsö
- Torslanda: Hjuvik, Nolered, Björlanda og Arendal
- Tuve-Säve: Tuve og Säve.
- Tynnered: Bratthammar, Guldringen, Skattegården, Ängås, Önnered, Grevegården, Näset og Kannebäck
- Älvsborg: Fiskebäck, Långedrag, Hagen og Grimmered
- Örgryte: Olskroken, Redbergslid, Bagaregården, Kallebäck, Skår, Överås, Kärralund og Lunden

Der er ansat ca. 45.000 personer i Göteborgs kommune. Heraf er de 30.000 tilknyttet de 21 stadsdelsförvaltningar. Göteborg kommune omsætter årligt for ca. 34 milliarder svenske kroner.

### Transport og infrastruktur
- Sporvogne har været i brug siden den første hestetrukne linje mellem Brunnsparken og Stigbergsliden blev indviet i 1879. Man overgik til elektriske sporvogne i 1902 og har udbygget nettet, så der i dag er 12 linjer i brug. Der var i 1960'erne planer om at opgive sporvognsdriften og i stedet bygge et S-togsnet under byen. Projektet viste sig at blive for omkostningstungt, og det blev skrinlagt. I stedet har Göteborg satset på den kollektive trafik med en udbygning af sporvognsnettet

- Pendeltåget er nærbanen, der binder regionen sammen, og bruges dagligt af tusindvis af passagerer, der pendler til og fra arbejde og uddannelse

- Lokaltogene forbinder Göteborg med resten af landsdelen, og der er daglige forbindelser til Stockholm, København og Oslo med højhastighedstog

- Færgehavnene har daglige forbindelser til Frederikshavn og Kiel

- Lufthavnen Göteborg-Landvetter flygplats har daglige forbindelser til internationale destinationer

### Uddannelsesmuligheder
Göteborgsregionen kendetegnes af et tæt samarbejde mellem handelsuddannelserne, universitetet, erhvervslivet og de offentlige myndigheder og organisationer. Regionen råder over mere end 25 gymnasier samt Göteborgs Universitet, Sahlgrenska universitetssjukhuset og Chalmers tekniska högskola.
Desuden findes der forskellige højskoler, bl.a.:
- Arbetarrörelsens Folkhögskola
- Folkhögskolan i Angered
- Göteborgs Folkhögskola
- Kvinnofolkhögskolan

## Industri og handel
Gøteborgsregionen er Skandinaviens industrielle centrum i kraft af sin centrale beliggenhed mellem København, Oslo og Stockholm. Der findes i regionen mere end 900 virksomheder med udenlandske ejere, og den udvikling er for opadgående. Indenfor en radius af 300 km fra Gøteborg findes 50 % af Skandinaviens samlede industrikapacitet, og flere tunge industrikoncerner har hovedsæde i Göteborg – bl.a. Volvo, SKF, ESAB og Hasselblad AB.
Havnen i Göteborg er Nordens største havn, og en stor del af den svenske import og eksport går via Göteborgs havn. Tilvæksten af vidensintensive og højteknologiske virksomheder har været mærkbar de senere år. Turisme, sportsarrangementer og store events er blevet vigtige indtægtskilder for byen.
Der er særdeles gode indkøbsmuligheder i Göteborg. Man finder da også et af Nordeuropas største indkøbscentre, Nordstan, i byen. Her er otte bykvarterer på i alt 60.000 m² lagt under tag, hvilket giver ca. 320.000 m² forretningsareal i flere etager. Nordstan har omkring 170 butikker og restauranter samt i nærheden af 150 kontorer og omsætter for ca. 3 milliarder kr. om året med 29 millioner kunder.
Gamla Varvet var en gammel marinebase og skibsværft ved Stigberget i Majorna i Gøteborg. Det første fartøj, der blev bygget på dette værft var en galas, der løb af stablen i april 1665. Det sidste sejlskib, der blev bygget på Gamla Varvet, var Sigyn som blev søsat den 15. juli 1887, og 1907 ophørte værftet da byen behøvede området til udvidelse af havnen. 1912 overtog byen området.

## Højeste bygninger
Som Sveriges næststørste by har Göteborg et antal bygninger der hæver sig over den omkringliggende bebyggelse. De højeste bygninger i Göteborg er:
| Rangering | Bygning            | Type             | Højde | Etager | År   | Område          |
| 1         | Karlatornet        | Beboelse / Hotel | 246 m | 74     | 2023 | Karlastaden     |
| 2         | Citygate           | Kontor           | 144 m | 36     | 2022 | Gårda           |
| 3         | Kineum             | Kontor / Hotel   | 110 m | 27     | 2022 | Gårda           |
| 4         | Hotel Draken       | Hotel            | 104 m | 33     | 2023 | Masthuggskajen  |
| 5         | Gothia East Tower  | Hotel            | 100 m | 29     | 2014 | Korsvägen       |
| 6         | Gårda Vesta        | Kontor           | 97 m  | 25     | 2021 | Gårda           |
| 7         | Läppstiftet        | Kontor           | 86 m  | 22     | 1989 | Lilla Bommen    |
| 8         | Gothia Crown Tower | Hotel            | 82 m  | 25     | 2001 | Korsvägen       |
| 9         | Kronjuvelen        | Beboelse         | 80 m  | 27     | 2022 | Eriksberg       |
| 10        | Gothia West Tower  | Hotel            | 77 m  | 23     | 1984 | Korsvägen       |
| 11        | The Weaver         | Hotel            | 75 m  | 22     | 2021 | Mölndal         |
| 12        | Gamlestads Torg 7  | Kontor           | 74 m  | 17     | 2018 | Gamlestaden     |
| 13        | Otterhall          | Kontor           | 66 m  | 17     | 1929 | Inom Vallgraven |
| 14        | Platinan           | Kontor / Hotel   | 66 m  | 18     | 2022 | Lilla Bommen    |

Göteborg gennemgår i disse år et sandt byggeboom af højhuse. Flere er allerede bygget, mens andre er i planlægningsstadiet. En af disse er Karlatornet, der med sine 246 m er Skandinaviens højeste bygning.
Fremtidige højhuse med byggestart senest år 2025 inkluderer bl.a.:
- Cassiopeja – en beboelsesejendom på 147 m med 43 etager i Karlastaden[21]
- +One, eller fjerde Gothia Tower – en hotelbygning ved Korsvägen på 140 m med 40 etager[22]
- RegionCity – en kontorbygning på 140 m med 36 etager ved Göteborgs Centralstation[23]

- Auriga – en beboelsesejendom på 125 m med 36 etager i Karlastaden[24]
- Virgo – en beboelsesejendom på ca. 100 m med 27 etager i Karlastaden[25]
- Global Business Gate – en kontorbygning på ca. 95 m med 26 etager på Masthuggskajen[26]
- Sahlgrenska Life Hus 3 – en forskningsbygning på ca. 90 m med 23 etager[27]
- Brf Celsius – en beboelsesejendom på 80 m med 23 etager på Eriksberg[28]
- Kaj 16 – kontor og beboelsesejendom på 79 m med 17 etager ved Lilla Bommen [29]
- Deltahuset – en kontorbygning på 75 m med 19 etager på Backaplan[30]

## Fritid og underholdning
Göteborg er kendt for et levende cafémiljø.
Byen fik sine to første kaffehuse, Granbergska kaffehuset og James Carnegies kaffehus, i 1770'erne, og lige siden har caféerne været en del af gadebilledet i byen. Rubenssons konditori på Östra Larmgatan var i midten af 1800-tallet en musikcafé og samlingsstedet for tidens unge intellektuelle. Verdandi på Husargatan var samlingsstedet for de politisk radikale i begyndelsen af 1900-tallet.
I løbet af 1900-tallet udskilles to typer cafémiljø i Göteborg. Der var arbejdercaféerne, hvor man også kunne få serveret enkel husmandskost, og der var konditorierne, som var bagerier med kaffeservering. I 1960'erne ændredes måden, man var sammen på. Hvor man tidligere mødtes på caféerne, samledes man nu foran fjernsynet. Efter den generelle stagnation i 1970'erne blev man i 1980'erne påvirket af den kontinentale cafékultur, og ændrede koncepterne på Göteborgs caféer, hvorefter der kom en ny opblomstring af cafélivet.
I dag er Göteborg Sveriges mest cafétætte by. Man finder især caféerne i kvartererne omkring Vasagatan, Linnégatan og indenfor voldene. Fire af byens restauranter har fået en stjerne i 2006 års udgave af Guide Michelin. Syv gange mellem 1996 og 2005 er en kok fra Göteborg kåret som Årets Kock i Sverige. Man kan finde spisesteder og udskænkningssteder i alle prisklasser og etniske afskygninger.

### Events og arrangementer
Göteborg har markeret sig stærkt som eventby og som arrangør af tilbagevendende messer, festivaler, sportsarrangementer og andre begivenheder:
Kultur
- Bok & Biblioteksmässan – Nordens største messe for bog- og biblioteksbranchen
- Göteborg Dans & Teater Festival – festival for samtidskunst fra hele verden
- Göteborg Film Festival – Nordens største filmfestival
- Göteborgs Internationella Konstbiennal – arrangement for nyskabende international samtidskunst
- Göteborgs Jazzfestival – tre dages jazzfestival med hovedvægt på traditionel jazz

Sport
- Gothia Cup – international fodboldturnering for unge
- Göteborg Basketball Festival – international basketballturnering for unge
- Göteborg Horse Show – international springkonkurrence i Scandinavium
- GöteborgsVarvet – et halv-marathonløb der arrangeres af Göteborgs Friidrottsförbund
- Nordstadssvängen – arrangement for gammeldans med ca. 600 deltagere
- Partille Cup – international håndboldturnering for unge
- Volvo Ocean Race – kapsejlads, der tidligere er kendt som Whitbread Round the World Race

Andet
- Båtmässan – messe hvor bådebranchen præsenterer årets nye modeller
- Gymnasiemässan – uddannelsesmesse for unge
- Göteborgskalaset – byfest hvor store dele af det centrale Göteborg deltager
- TUR Rese- och turistmässa – rejse- og turistmesse
- Vetenskapsfestivalen – festival med videnskaben som tema og Göteborgs Universitet og Chalmers tekniska högskola som medvirkende

### Museer og udstillinger
Göteborg råder over en række stærke museer og samlinger, der kan fortælle om byens historie, ligesom kunsten i alle dens afskygninger er repræsenteret.
- Göteborgs konsthall – museum for svensk og international samtidskunst
- Göteborgs konstmuseum – Sveriges fineste museum for nordisk kunst fra 1880'erne og 1890'erne
- Göteborgs Maritima Centrum – verdens største flydende fartøjsmuseum
- Göteborgs Naturhistoriska Museum – en stor udstilling med bl.a. udstoppede dyr fra hele verden
- Göteborgs Stadsmuseum – historisk museum med vægten på Göteborgs og Vestsveriges historie
- Radiomuseet – amatørradioens, militærradioens og den civile radios historiske udvikling
- Röhsska Museet – museum for design, form og kunsthåndværk
- Sjöfartsmuseet – museet viser søfartens historie fra 1600-tallet til i dag
- Universeum – et eksperimentarium, hvor man kan udforske naturvidenskab og teknik
- Världskulturmuseet – udstillinger med udgangspunkt i mennesket, kulturen og det globale fællesskab

### Musik og teater
- Atalante – en scene for samtidskunst med vægt på dansen som udtryk
- Atelierteatern – en teatertrup med udgangspunkt i det moderne teater
- Göteborgsoperan – operahuset fra 1994 som kan præsentere internationale artister
- Göteborgs konserthus – hjemsted for Göteborgs symfoniker
- Göteborgs Stadsteater – klassisk dramatik og nyskrevet svensk og udenlandsk dramatik
- Lisebergsteatern – traditionsrig scene for revy og komedier

### Lokal humor
Der er med tiden udviklet en helt speciel lokal humor, Göteborgshumorn, som med held har spredt sig til det meste af Sverige, især via fjernsynet, film og revyer. De lokale vittigheder har ofte parrene Kålle og hans kone Ada samt Osborn og hans kone Beda som hovedroller. De er arketyper på den typiske indbygger i Göteborg – de tilhører arbejderklassen, er meget lokalpatriotiske og festglade med et særdeles afslappet forhold til de stærke drikke, og så ynder de to par at lave sjov med og om folk fra især Stockholm og Skåne. Dog altid med et glimt i øjet.
Göteborg er også hjemstedet for den svenske crazyhumor efter engelsk forbillede. Figuren Kurt Olsson, som fremstilles af den lokale skuespiller Lasse Brandeby, fik sin debut på en lokalradiostation i Göteborg i midt-80'erne, og kort efter blev det til film og flere tv-shows, hvor Kurt Olsson især gjorde sig bemærket, ved altid at skulle forklare, hvordan teknik og avancerede apparater fungerer.
Det lykkes dog aldrig for ham, men han formår altid at rode sig ud i indviklede fremstillinger, hvorefter han opgiver sit forehavende. I programmerne optrådte også et dameorkester, hvor Gudrun, der spiller på triangel, var genstand for hans store kærlighed.
I begyndelsen af 80'erne opstod også revytruppen Galenskaparna och After Shave, der vel er det tætteste, man kommer på en svensk udgave af Monty Python. De kombinerer akademiske ordspil med lokal vestsvensk bondehumor, og har med en lang produktion af film, tv-underholdning og revyoptrædener fejret stor succes i Sverige. Deres tv-serie og senere film Macken, hvor de portrætterer to brødre, Roy og Roger og deres daglige dont med at passe tankstationen Roys och Rogers Bilservice, er næsten kult i dag.
Især huskes vendingen "ring mig sen!", og konstateringen at lige meget, hvad en kunde skal have repareret, så koster det altid et sted mellem 50 kr. og 3000 kr. – dog kan den endelige pris først fastsættes, når reparationen ér gennemført.
En af sangene fra serien er blevet svensk folkeeje i dag. I den finder man Roy og Rogers simple og alligevel dybe livsfilosofi, der udtrykkes i verslinjen:
"Det ska va' gôtt å leva, annars kan det kvitta. Fint å leva, annars kan det kvitta."
Den linje fortæller en hel del om folkesjælen i Göteborg.
I Göteborg ynder man også at omdøbe bygninger, steder og institutioner. Således er operahuset i folkemunde omdøbt til Ackordcentralen, en af de lokale politistationer kaldes Batongskjulet, og Scandinavium kaldes alment for Salohallen efter ishockeymålmanden Tommy Salo.
Men også Stockholm får en lille hilsen fra Göteborg, idet Riksdagen omtales som Pratbubblan – taleboblen.

### Forlystelser og rekreation
Ligesom New York har Central Park, har Göteborg Slottsskogen, der ligger som en grøn oase midt i byen. Men man råder også over internationale sportsarener og Nordens største forlystelsespark.
- Liseberg – Nordens største forlystelsespark der åbnede 1923
- Göteborgs Botaniska Trädgård – en 175 ha stor botanisk have med eget arboret
- Paddan – fællesbetegnelse for de både, der sejler med turister i kanalerne og Göta älv
- Slottsskogen – stor park med naturområder og græsplæner i det centrale Göteborg
- Vasaparken – populært tilholdssted for unge fra forskellige ungdomskulturer
- Nya Ullevi – stadion og arena der benyttes til fodbold, idrætsmesterskaber, koncerter og shows
- Scandinavium – stor indendørsarena, der benyttes til bl.a. ishockey og koncertarrangementer

### Sport og motion
Göteborg har altid været en by med stærk tilknytning til sporten. Det har især været fodbold, ishockey og boksning – de traditionelle arbejdersporte, der har fundet et publikum i byen.
IFK Göteborg, også kaldet Blåvitt, Änglarna eller Kamraterna, er byens fodboldstolthed. Fodbolden fylder meget i Göteborg, og foruden IFK Göteborg spiller også de lokale BK Häcken, GAIS og Örgryte IS i den bedste svenske liga, Allsvenskan.
Med Ingemar Johansson fik man den sidste hvide verdensmester i professionel sværvægtsboksning i mere end 40 år. Hans kampe sidst i 1950'erne og først i 1960'erne mod den amerikanske bokser Floyd Patterson, (1935-2006), er blevet en del af byens og Sveriges historie.
På ishockeyfronten er det Frölunda HC, også kaldet Frölunda Indians, der samler byen.
Den svenske højdespringer og tidligere verdensrekordholder Patrik Sjöberg og trespringeren Christian Olsson er begge fra Göteborg, ligesom en række andre svenske topatleter.
Göteborg har for nylig (2011) fået et elitehold i bandy, GAIS.
Der er et bredt udvalg af tilbud til den sports- og idrætsinteresserede i Göteborg. Både til den aktive udøver og til den, der foretrækker at følge det fra tribunen. Med fodbold- og atletikstadionet Ullevi og sportsarenaen Scandinavium som scene afholder Göteborg jævnligt internationale mesterskabskonkurrencer.
Blandt de større kan nævnes:
- Medarrangør ved VM i fodbold i 1958
- Medarrangør ved EM i fodbold i 1992
- Arrangør af VM i atletik i 1995
- Medarrangør ved EM i håndbold for herrer i 2002
- Medarrangør ved VM i ishockey i 2002
- Arrangør af EM i atletik i 2006
- Arrangør af EM i håndbold for kvinder i 2006

## Berømte bysbørn
Göteborg har også fostret et antal personer, der har hævdet sig nationalt og internationalt på forskellig måde:
- Karin Boye (1900-1941) – forfatter
- Lasse Brandeby (1945-2011) – skuespiller
- Tomas von Brömssen (f. 1943) – skuespiller
- Karolina Conrad (f. 1982) – robinsonvinder
- Pehr Gustaf Gyllenhammar (f. 1935) – tidligere Volvo-direktør
- Sonya Hedenbratt (1931-2001) – sangerinde
- Håkan Hellström (f. 1974) – sanger
- Carl-Einar Häckner (f. 1969) – illusionist og komiker
- Ingemar Johansson (1932-2009) – bokser
- Christian Olsson (f. 1980) – trespringer
- Helena Paparizou (f. 1982) – sangerinde
- Viktor Rydberg (1828-1895) – forfatter
- Patrik Sjöberg (f. 1965) – højdespringer
- Stellan Skarsgård (f. 1951) – skuespiller
- Wilhelm Stenhammar (1871-1927) – komponist
- Evert Taube (1890-1976) – nationalskjald
- Gunilla Wolde (1939-2015) - børnebogsforfatter
- Sven Wollter (f. 1934) – skuespiller
- Alexandra Zazzi (f. 1966) – robinsonvinder
- Felix Kjellberg (f. 1989) – internetpersonlighed